# 古川純一
古川 純一（こがわ じゅんいち、1972年2月12日 - ）は、日本の元ノルディック複合スキー選手。1994年リレハンメルオリンピック代表、1998年長野オリンピック代表。ザコパネユニバーシアードノルディックコンバインド金メダリスト。青森県北津軽郡金木町（現五所川原市）出身。
東奥義塾高等学校、近畿大学卒業。

## 来歴
高校時代、インターハイ個人優勝、団体2連覇。特待生として近大に入学しインカレ等で活躍。1993年3月12日ではFISワールドカップホルメンコーレン大会で3位（自己最高位）入賞。また、ザコパネユニバーシアードでは金メダルを獲得する。1994年、リレハンメルオリンピック複合個人19位。大学卒業後リクルートに入社。1998年、長野オリンピックで複合個人に出場し、前半のジャンプで4位につけるもクロスカントリーで離され23位。団体は直前のジャンプ練習中に転倒し骨折したためにメンバー漏れした。五輪後、リクルートスキー部の廃部が決定し、引退を余儀なくされた。引退後、郷里に戻り金木町役場に就職。現在は五所川原市教育委員会勤務。指導者、審判員としても活躍している。

## 主な競技歴

### オリンピック
- 1994年リレハンメルオリンピック複合個人19位
- 1998年長野オリンピック複合個人23位

### ユニバーシアード
- 1993年冬季ユニバーシアード（ポーランド・ザコパネ）ノルディックコンバインド優勝

### 国内
- 1998年いわて銀河国体コンバインド成年男子A優勝